# Religioni in Svezia
Il cristianesimo è la religione più diffusa in Svezia. Secondo statistiche ufficiali del 2019 redatte dall'Agenzia svedese per il supporto alle comunità religiose, i cristiani rappresentano circa il 63% della popolazione; l'1,9% della popolazione segue l'islam, lo 0,4% della popolazione segue altre religioni e la restante parte della popolazione (il 34,7%) non segue alcuna religione. Stime dell'Association of Religion Data Archives (ARDA) riferite al 2015 danno i cristiani al 61,5% della popolazione, i musulmani al 4% circa della popolazione e coloro che non seguono alcuna religione al 33% circa, mentre la restante parte della popolazione (circa l'1,5%) seguirebbe altre religioni.
La costituzione riconosce la libertà religiosa e proibisce le discriminazioni religiose. Dal 2000 il luteranesimo, rappresentato dalla Chiesa di Svezia, ha cessato di essere la religione di stato. La registrazione delle organizzazioni religiose non è obbligatoria, ma solo le organizzazioni registrate dall’Agenzia svedese per il supporto alle comunità religiose possono avere agevolazioni fiscali e ottenere fondi governativi. La domanda di registrazione deve essere presentata al Ministero della Cultura e richiede che l’organizzazione operi in Svezia da almeno cinque anni, abbia una struttura stabile e diverse sedi sul territorio nazionale. Nelle scuole pubbliche e private l’insegnamento della religione è obbligatorio e deve seguire il programma governativo, che prevede lezioni sulle maggiori religioni del mondo senza privilegiarne una in particolare; le scuole private possono aggiungere attività religiose integrative da svolgere su base volontaria.

## Religioni presenti

### Cristianesimo
La maggioranza dei cristiani svedesi sono protestanti. Secondo l'Agenzia svedese per il supporto alle comunità religiose, i protestanti sono circa il 60% della popolazione; gli ortodossi rappresentano l'1,5% della popolazione e i cattolici l'1,2%, mentre i cristiani di altre denominazioni rappresentano lo 0,3% della popolazione. In Svezia la secolarizzazione è molto spinta per cui, anche se buona parte della popolazione si riconosce nel protestantesimo, la percentuale di praticanti è molto più bassa.
La maggiore denominazione protestante presente in Svezia è la Chiesa di Svezia, che aderisce alla Federazione mondiale luterana e raggruppa il 56,5% della popolazione svedese. Gli altri gruppi protestanti rappresentano meno del 4% della popolazione svedese e comprendono calvinisti, metodisti, battisti, pentecostali e avventisti del settimo giorno. 
La Chiesa ortodossa è presente in Svezia principalmente con la Chiesa greco-ortodossa, la Chiesa ortodossa serba, la Chiesa ortodossa georgiana, e la Chiesa ortodossa finlandese. È inoltre presente la Chiesa ortodossa siriaca, che fa capo al gruppo delle Chiese ortodosse orientali precalcedonesi.
La Chiesa cattolica è presente in Svezia con la Diocesi di Stoccolma, che comprende tutto il territorio del Paese. I fedeli della Chiesa cattolica ucraina presenti in Svezia dipendono dall'esarcato apostolico di Germania e Scandinavia.
Fra i culti di origine cristiana, sono presenti i Testimoni di Geova e la Chiesa di Gesù Cristo dei Santi degli Ultimi Giorni (i Mormoni).

## Islam
La religione islamica è arrivata in Svezia attraverso gli immigrati provenienti da Paesi a maggioranza musulmana come Turchia, Albania, Bosnia ed Erzegovina, Kosovo, Marocco, Iraq e Iran. I musulmani presenti nel Paese sono in maggioranza sunniti, con una consistente minoranza di sciiti.

### Altre religioni
In Svezia sono presenti gruppi di ebrei, bahai, buddhisti, induisti e piccoli gruppi che seguono la religione popolare cinese e i nuovi movimenti religiosi.